# Insignia de Francotirador
La Insignia de Francotirador (en alemán: Scharfschützenabzeichen) fue una condecoración militar alemana de la Segunda Guerra Mundial otorgada a los francotiradores. Fue instituida el 20 de agosto de 1944. Inicialmente, solo podían optar a ella el personal que prestaba servicios en el ejército alemán y las Waffen-SS. Posteriormente, por orden del Alto Mando, también se puso a disposición de los francotiradores de las otras fuerzas armadas.
La Insignia de Francotirador se podía obtener en tres grados: 
- Tercera clase (sin cordón) para 20 muertes de enemigos[2]
- Segunda clase (con cordón plateado) para 40 muertes enemigas[2]
- Primera clase (con cordón dorado) para 60 muertes de enemigos[2]

Las bajas enemigas se contabilizaron a partir del 1 de septiembre de 1944. No se tomaron en cuenta las muertes a corta distancia. Cada muerte de un enemigo tenía que ser confirmada por testigos e informar a la unidad.

## Descripción
La Insignia del Francotirador tenía forma ovalada, estaba bordada y hecha de tela de color gris verdoso. Representa la cabeza de un águila negra volteada hacia la izquierda con plumaje blanco, ojos de color amarillo ocre y pico cerrado. El cuerpo del águila está cubierto por tres hojas de roble y una bellota en el lado izquierdo. Los bordes de la cinta están cosidos y los tres grados se distinguen por un cordón cosido rodeando la figura en plata (2.ª clase) u oro (1.ª clase). La insignia se usaba en la manga derecha del uniforme.

## Condecorados
- Matthäus Hetzenauer (Oro)
- Bruno Sutkus (Oro)